# Барон Ривердейл
Барон Ривердейл из Шеффилда в графстве Йоркшир — наследственный титул в системе Пэрства Соединённого королевства. Он был создан 27 июня 1935 года для сталелитейного производителя в Шеффилде сэра Артура Бальфура, 1-го баронета (1873—1957), председателя компании «Arthur Balfour & Co Ltd». В 1929 году для него уже был создан титул баронета из Шеффилда в графстве Йоркшир (Баронетство Соединённого королевства). Его преемником стал его старший сын, Роберт Артур Бальфур, 2-й барон Ривердейл (1901—1998). Он был председателем и президентом компании «Balfour & Darwins Ltd» (ранее «Arthur Balfour & Co Ltd»), а также президентом Ассоциации британских торговых палат. 
По состоянию на 2024 год носителем титула являлся его внук, Энтони Роберт Бальфур, 3-й барон Ривердейл (род. 1960), сменивший своего деда в 1998 году. Он был единственным сыном достопочтенного Марка Робина Бальфура, старшего сына 2-го барона Ривердейла.

## Бароны Ривердейл (1935)
- 1935—1957: Артур Бальфур, 1-й барон Ривердейл (9 января 1873 — 7 июля 1957), сын Герберта Бальфура[1]$
- 1957—1998: Роберт Артур Бальфур, 2-й барон Ривердейл (1 сентября 1901 — 26 июня 1998), старший сын предыдущего[1]$
  - Достопочтенный Марк Робин Бальфур, старший сын предыдущего$
- 1998 — настоящее время: Энтони Роберт Бальфур, 3-й барон Ривердейл (род. 23 февраля 1960), сын предыдущего[1]$
  - Наследник титула: Достопочтенный Дэвид Роуленд Бальфур (род. 1938), дядя предыдущего.